# エリオット・リー
エリオット・リー（Elliot Lee、1994年12月16日 - ）は、イングランド・ダラム出身のプロサッカー選手。EFLチャンピオンシップ・レクサムFC所属。ポジションはMF。

## クラブ経歴
ウェストハム・ユナイテッドFCのアカデミー出身。2012年8月にクラブとプロ契約を締結し、2013年1月開催のノリッジ・シティFC戦でトップチームデビューを果たした。しかしそれ以降は出番がほとんどなく、下位クラブへの期限付き移籍を繰り返したのち、2016年6月にチャンピオンシップのバーンズリーFCに完全移籍で放出された。
2017年7月、以前にも期限付き移籍で在籍していたルートン・タウンFCに完全移籍。
2021年8月26日、チャールトン・アスレティックFCへレンタル移籍。
2022年7月8日、レクサムAFCに3年契約で移籍。

## 人物
父親は元サッカーイングランド代表選手のロブ・リー。実兄のオリーもサッカー選手で、2017-18シーズンにはルートン・タウンFCでチームメイトだった。

## タイトル
ルートン
- EFLリーグ1: 2018–19[9]